# 博讷加尔德
博讷加尔德（法語：Bonnegarde，法語發音：[bɔnɡaʁd]）是法国朗德省的一个市镇，属于达克斯区。

## 地理
博讷加尔德（43°34'5"N, 0°42'12"W）面积9.67 平方千米，位于法国新阿基坦大区朗德省，该省份为法国西南部沿海省份，是法國本土面积第二大的省，北起吉倫特省，西临大西洋，南至大西洋比利牛斯省，东临热尔省，东北与洛特-加龍省接壤。
与博讷加尔德接壤的市镇（或旧市镇、城区）包括：阿穆、马尔帕普、纳谢、博尼特、萨莱斯皮斯、索德纳瓦耶。

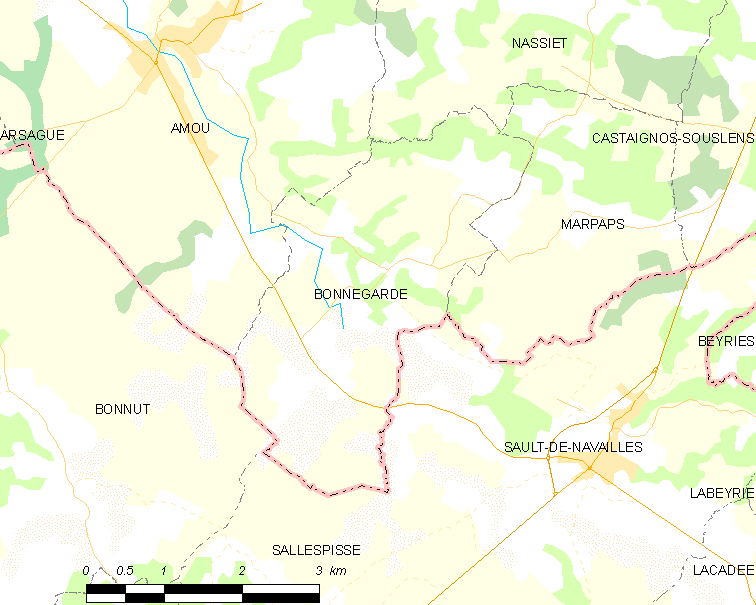
博讷加尔德的OSM定位图

博讷加尔德的时区为UTC+01:00、UTC+02:00（夏令时）。

## 行政
博讷加尔德的邮政编码为40330，INSEE市镇编码为40047。

## 政治
博讷加尔德所属的省级选区为沙洛斯山坡县。

## 人口

1962-2008年间博讷加尔德人口变化图示

博讷加尔德于2022年1月1日时的人口数量为255人。